# آزمایش تثبیت کمپلمان
آزمایش تثبیت کُمپلِمان یا تست فیکساسیون کُمپلِمان (به فرانسوی: test de fixation du complément) (CF) یکی از روش‌های انجام آزمایش‌های سرم‌شناسی است که به بررسی پادتنهای موجود در سرم خون یا پادگن‌ها با افزودن کمپلمان به نمونه می‌پردازد.

## توصیف آزمایش‌های سرم‌شناسی
آزمایشهای سرم‌شناسی اغلب براین اساس استوار هستند که به جای یافتن یک آنتی‌ژن یا عامل بیماری‌زا در بدن آسانتر است که پاسخ اختصاصی بدن به آن آنتی‌ژن (آنتی‌بادی) را جستجو کرد مثلاً به جای جستجوی ویروس ایدز، آنتی‌بادی علیه ویروس ایدز در بدن را سنجید؛ بالابودن سطوح آنتی‌بادی در خون نشانه مواجهه فرد با ویروس ایدز است.
روش‌های انجام آزمایش‌های سرم‌شناسی عبارتند از: تست الیزا، آگلوتینه شدن، پرسیپیتاسیون، تست فیکاسیون کمپلمان و فلورسانت آنتی‌بادی
- تست فیکساسیون کمپلمان: این تست بیشتر برای بررسی ابتلا به عفونت‌هایی به کار می‌رود که تشخیص آن‌ها با دیگر روش‌ها مانند کشت دشوار است.